# تومر بين يوسف
تومر بين يوسف (بالعبرية: תומר בן יוסף‏) (2 سبتمبر 1979 ببتاح تكفا في إسرائيل - ) هو لاعب كرة قدم إسرائيلي في مركز الدفاع. شارك مع منتخب إسرائيل لكرة القدم. أما مع النوادي، فقد لعب مع بيتار القدس ونادي هبوعيل تل أبيب ومكابي بتاح تكفا.

## مسيرته الكروية
لعب تومر بين يوسف خلال مسيرته الاحترافية مع 3 أندية في سبعة عشر موسمًا وسجل خلالها 5 أهداف ضمن 323 مباراة. حيث فاز في موسمين بالكأس وفي موسمين بالدوري.
خاض تومر بين يوسف مسيرته مع مكابي بتاح تكفا في موسم 1996–97 ليلعب معه تسعة مواسم، مشاركًا في 200 مباراة سجل خلالها هدفًا واحدًا. ثم انتقل إلى نادي بيتار القدس في موسم 2005–06 ليلعب معه سبعة مواسم، حيث شارك في 123 مباراة سجل خلالها 4 أهداف. لينتقل بعدها إلى نادي هابوعيل تل أبيب في موسم 2012–13 لمدة موسم واحد، لم يشارك في أي مباراة ولم يسجل أي هدف.

## وصلات خارجية
- تومر بين يوسف على موقع قاعدة بيانات كرة القدم.إي يو (الإنجليزية)
- تومر بين يوسف على موقع ناشيونال فوتبول تيمز (الإنجليزية)